# ثانتلانغ

ثانتلانغ هي بلدة تقع في ولاية تشين غرب ميانمار.